# Weissensee, Thüringen
Weissensee, Thüringen är en stad i Landkreis Sömmerda i förbundslandet Thüringen i Tyskland.